# 继承
繼承，在所有权人死亡后，将其财产、债务、爵位、世袭官职等转移给一个或多个继承人。移轉的程序及資格承受之人，通常遵循法律和習俗而定。
所有的人類文化都有繼承規則，繼承死者的遺產是普世文化通則之一；而在當代，法定继承、遗嘱继承是常见的继承方式。是被繼承人死後，由其配偶或一定親屬，當然地、包括地繼承被繼承人之非一身專屬權之財產上權利以及義務。繼承人之資格和繼承的標的依時空環境的不同而有所演變，原則上現代國家均以「配偶和一定親屬包括地繼承被繼承人之財產」為原則。被继承之物，则称遗产。财产是最为常见的被继承之物，可分为两种，即地产及个人财产。
近代各国对继承遗产均有详细法律规定。在台灣，2009年繼承編修法後，繼承制度可分為概括繼承有限責任、和拋棄繼承二種。概括繼承有限責任，係指繼承人摡括地承繼被繼承人非專屬性的債權債務及法律關係，但繼承人所負的責任，以其所得的遺產為限，故稱為有限責任；而拋棄繼承則是繼承人可以向法院為拋棄其因為繼承所取得的一切權利義務，而自始不與繼承發生任何關係之表示。
对继承遗产所提出的批评，主要是此种制度使人不劳而获，成为收入不平等之主要原因。此种谴责不但来自社会理想乃收入之完全平等的急进派，还有认为财富分配过于平均与现代关于人类尊严的概念不相容的较温和的思想家。不过，如果没有将一个人工作的果实传给下一代的吸引力，竞争及整个经济的运转，将受损害。人们可以想象一种社会制度，财产所有者的产权随他死亡而终止。这样他的遗产若不交给另一个人，势必终归社会所有，私有财产制亦当终止。

## 現代繼承法之根據
1. 避免發生無主財產：當財產所歸屬的權利主體死亡，一旦財產成為無主物，將導致爭奪產生也影響社會秩序，為防止此事，故在原來的主體死亡當下，使財產立刻歸屬有權繼承的其他主體。
2. 貫徹財產私有制度，保護交易安全:使繼承人得以承繼原來的法律關係，仍享有債權也負擔相關債務，使繼承人及被繼承人之債權人，都有法律上相對之保障，使交易安全也有所確保。
3. 尊重被繼承人以遺囑處分財產之自由：財產之處分，本屬於個人之權利，故應尊重被繼承人處分其遺產歸屬之分配決定。但中華民國民法第1187條規定特留分制度[3]，使繼承人享有最低得以繼承財產之比例[4]，為本原則之例外，屬對尊重遺囑自由之法定限制。
4. 繼承人生活之保障：由於「家」經常為同居共財之共同生活體，故家中成員死亡，本來應不生繼承之問題，但若家長死亡時，其財產之歸屬，與家庭成員，尤其是繼承人維持生活之保障密切相關，故亦有主張，遺產實為扶養義務之延長，使繼承人之生活不致立刻陷入困境，而賴留下之遺產得以生存[5]。

## 财产继承与财产法
古代曾将死者生前的遗物毁掉，以保护生者不受其灵魂的骚扰。另一信念是将死者衣物火化，以为其灵魂之用，在石器时代及青铜时代即已有之。但另一种对待死者遗物的方法，是将财物分配于其亲族或朋友。某些马克思主义著作家则认为，人类早期对财产普遍实行共有，至少土地是如此，曾经一度在人类之中普遍地存在着，既不能被证明也不能被反驳。
在原始及古老的农业社会，群体所有制较盛行，如欧洲的条顿民族、斯拉夫民族以及近代印度和亚非部分地区，仍流行这种制度。西欧对牧场和森林地带采用共有制度，是乡村共有制的残余。虽然10~13世纪日耳曼人在易北河以东地方垦殖新地，皆采群体所有制，而18~19世纪欧洲人在北美、澳洲、南非等地殖民，对土地皆采用个人所有制，以促使有效的利用。
至20世纪，社会主义思想，再加上大规模的机械化，遂产生新式土地公有制，如苏联的集体农庄、中国大陆的农村公社及以色列的集体农场。凡共有的土地，当群体中的一个成员死后，其遗产问题并不表现于继承方面，而是表现为对土地产物或其使用权的再分配方面。

## 对遗产继承的批评
人们对继承遗产所提出的批评意见，主要是此种制度使受益者无功而得财货，成为收入不平等之主要原因。此种谴责不但来自急进派——其社会理想乃收入之完全平等，而且也来自比较温和的思想家——他们认为，财富分配之过于平均，与现代关于人类尊严的概念不相容。对于这种意见，人们有根据经济的及道德的理由，对于遗产继承又加以维护。据说在私有财产制的社会里，遗产继承是使企业得以延续的保证，否则长久的经济活动力不能发挥和兴盛。但今日公司的组织形式是将管理权交给专家而非业主自行经理，此说已失去其意义。不过，如果没有将一个人工作的果实传给下一代的吸引力，竞争及整个经济的运转，将受损害。人们可以想象一种社会制度，财产所有者的产权随他死亡而终止。这样他的遗产若不交给另一个人，势必终归社会所有，私有财产制亦当终止。
确认何人为新所有者可有四法：
1. 最先占有者——此法引起纷争而乱秩序。
2. 由政府分派——此种权力有害于自由社会。
3. 按大家公认之惯例再分配。
4. 按死者之意旨再分配。

最后二法为今日遗产继承制所采用：即财产按无遗嘱法办理或按死者遗嘱办理。
在一切社会，继承遗产皆以亲族之近疏关系而定，除非死者能传及其子孙，则终非其志。如继承之范围出乎此者，则视其与死者之关系如何而定。

## 继承法原則

### 中華民國繼承法之諸原則
1. 當然繼承主義：《中華民國民法》第1147條繼承因被繼承人死亡而開始。故繼承效力因被繼承人之死亡而當然發生，與繼承人之意思無關，不以繼承人表示繼承意思為必要。
2. 概括繼承主義：中華民國民法第1148條第一項明定繼承人自繼承開始時，承受被繼承人財產上之一切權利、義務。但權利、義務專屬於被繼承人本身者，不在此限。
3. 概括繼承下的有限責任：《中華民國民法》第1148條第二項明定繼承人對於被繼承人之債務，以因繼承所得遺產為限，負清償責任，但繼承人在繼承開始前二年內，從被繼承人受有財產之贈與者，該財產視為其所得遺產[8]。
4. 法定繼承主義：即於繼承開始前以法律預先決定繼承人之範圍及順序，依《中華民國民法》第1138條明定各法定順位之繼承人，被繼承人雖能以遺囑處分其遺產，但不得違反特留分[9]之規定。
5. 貫徹男女平等主義：廢除原本以男子為中心之宗祧繼承，女子並無任何繼承權，改採男女平等皆有繼承資格，即繼承人之繼承地位及應繼分不分性別而有差異。
6. 《臺灣地區與大陸地區人民關係條例》第67条第一项、第三项，规定大陸地區人民、法人、團體或其他機構者，依法定继承、遺囑继承而接受被繼承人在臺灣地區之遺產，每人不得逾新臺幣二百萬元。超過部分，歸屬臺灣地區同為繼承之人；臺灣地區無同為繼承之人者，歸屬臺灣地區後順序之繼承人；臺灣地區無繼承人者，歸屬國庫。大陆配偶不適用不得逾新臺幣二百萬元之限制規定。

### 中華人民共和國继承法主要原则
- 《中华人民共和国继承法》于1985年实施。但2020年5月28日，第十三屆全國人大三次會議表決通過《中華人民共和國民法典》，自2021年元旦正式生效，於該法的第六編《繼承》規定有關繼承的法律關係，繼承編內計分為四章，第一章「一般規定」、第二章「法定繼承」、第三章「遺囑繼承和遺贈」、第四章「遺產的處理」。
- 最高人民法院於2020年12月25日，由最高人民法院審判委員會第1825次會議通過，公佈《最高人民法院關於適用〈中華人民共和國民法典〉繼承編的解釋（一）》，並自2021年1月1日起施行。即係對繼承編在具體案件上之解釋及判斷標準，予以明確訂定。
- 被继承人可以自主决定立遗嘱处分个人财产，由法定继承人的一人或者数人继承；或者遗赠给国家、机构、或者法定继承人以外的其他自然人。[10]:（第十六条）
- 被继承人没有立遗嘱的，由法定继承人继承其个人财产。
- 法定继承人分为第一顺序继承人与第二顺序继承人。第一顺序继承人是被继承人亲属关系最为直接的亲人：配偶、子女、父母。第二顺序继承人是被继承人的其他亲属关系较直接的亲人：兄弟姐妹、祖父母、外祖父母。[10]:（第十条）
- 被继承人的个人财产由第一顺序继承人继承，第二顺序继承人不继承。没有第一顺序继承人继承的，由第二顺序继承人继承。[10]:（第十条）
- 同一顺序继承人继承遗产的份额，一般应当均等。对生活有特殊困难的缺乏劳动能力的继承人，分配遗产时，应当予以照顾。对被继承人尽了主要扶养义务或者与被继承人共同生活的继承人，分配遗产时，可以多分。有扶养能力和有扶养条件的继承人，不尽扶养义务的，分配遗产时，应当不分或者少分。继承人协商同意的，也可以不均等。[10]:（第十三条）
- 夫妻在婚姻关系存续期间所得的共同所有的财产，除有约定的以外，如果分割遗产，应当先将共同所有的财产的一半分出为配偶所有，其余的为被继承人的遗产。遗产在家庭共有财产之中的，遗产分割时，应当先分出他人的财产。[10]:（第二十六条）
- 遗产分割时，应当保留胎儿的继承份额。胎儿出生时是死体的，保留的份额按照法定继承办理。[10]:（第二十八条）
- 继承遗产应当清偿被继承人依法应当缴纳的税款和债务，缴纳税款和清偿债务以他的遗产实际价值为限。超过遗产实际价值部分，继承人自愿偿还的不在此限。继承人放弃继承的，对被继承人依法应当缴纳的税款和债务可以不负偿还责任。[10]:（第三十三条）这从法律上否定了“父债子偿”的观念。

### 伊斯兰世界
在伊斯兰世界，穆斯林日常生活和行为的指引是沙里亚法，有一套完整的伊斯蘭繼承法學。各继承人通常是按份额继承。

## 女性继承权
近代之前，各地社会中，女性继承权通常次于男性，或无继承权。中世纪以来，欧洲社会的继承事项则受萨利克法的影响。在奉行长子继承制的东亚国家，女性作为被继承者的女儿、配偶通常被排除在继承顺序之外。如遇男性继承人缺乏的状况，除采用家族内部过继、收养的方式之外，亦有過繼母系的方式。
现代东亚地区，虽从法律上废除长子继承制，但此习俗仍被奉行。2015年，中国大陆一项对公证遗嘱的调查报告显示，大多数被继承人指定儿子为财产继承人，以避免逝世后，如无遗嘱继承，按《中华人民共和国继承法》进行法定继承时，配偶、儿子和女儿及父母可以平等的继承财产。2020年5月28日第十三屆全國人民代表大會第三次會議通過《中華人民共和國民法典》，取代《中华人民共和国继承法》等一系列法律。对继承事项，於第六編「繼承」加以規範。

## 相關
- 遺產
- 遗产税
- 信托受益人
- 数字遗产
- 继承权顺序
- 汤姆斯·夏皮罗（英语：Thomas Shapiro）